# امامزاده امینه خاتون
امامزاده آمینه خاتون مربوط به دوره تیموریان است و در قزوین، خیابان حمدالله مستوفی ملک آباد واقع شده و این اثر در تاریخ ۲۷ آذر ۱۳۷۵ با شمارهٔ ثبت ۱۷۸۹ به‌عنوان یکی از آثار ملی ایران به ثبت رسیده است.